# هنري كيلي
هنري كيلي (بالإنجليزية: Henry Kelly)‏ هو مقدم تلفزيوني بريطاني، ولد في 17 أبريل 1946 في أثلون في جمهورية أيرلندا.

## وصلات خارجية
- هنري كيلي على موقع IMDb (الإنجليزية)
- هنري كيلي على موقع ميوزك برينز (الإنجليزية)